# Gastronomia del Penedès i el Garraf
La cuina del Penedès històric, que inclou l'Alt i Baix Penedès, el Garraf, antigament la "Marina del Penedès", i també part de l'Anoia (part sud, lleugerament més enllà d'Igualada), tracta sobre el menjar i les begudes típics de la cuina penedesenca.
El Penedès històric configura, amb l'excepció de la Serralada Litoral del Garraf, una plana més o menys oberta entre el massís de Montserrat i el Vallès al nord i el Camp de Tarragona al sud. Aquesta plana és configurada per boscos i vinyes, el conreu de la qual constitueix marca decisivament la gastronomia penedesenca.
les bases de la gastronomia del Penedès són els aliments típics de la masia mediterrània - el cereal, la vinya, l'olivera, ametlla, l'avellana, hortalisses, l'aviram i les bèsties de corral - afegit als dels mercats comarcals - l'embotit, el bacallà, el congre o les arengades. Aquest mercats - en especial el de Vilafranca els diumenges - donaren al Penedès el sobrenom de "corral de Barcelona". Aquest mercat destacava els alls, el congre, i l'aviram, en especial el gall.
A continuació es detallen els elements més destacables de la gastronomia d'aquesta comarca:

## Xató
El xató és una salsa elaborada amb ametlles i avellanes torrades, molla de pa amb vinagre, all, oli, sal i la nyora o el pebrot de romesco. Aquesta salsa acompanya una amanida d'escarola, amb anxoves, tonyina i bacallà i també olives arbequines.
Aquesta salsa és originària del Penedès, però l'origen concret és disputat entre Vilanova i la Geltrú, Sitges, el Vendrell i Vilafranca. En l'actualitat gairebé totes les poblacions del Gran Penedès tenen una variant pròpia de la recepta d'aquest plat, i les menjades festives del xató, anomenades xatonades, són habituals, en especial al voltant de carnestoltes.
La procedència del nom és discutida. Una versió és que el nom prové del moment en què es xatonaven les bótes de vi, és a dir, quan es presentava el vi novell de la collita. En aquell moment se solia menjar una amanida amb aquesta salsa. Des del 1997 les poblacions de la històrica vegueria del Penedès celebren la Ruta del Xató que té per objectiu popularitzar aquest plat i conèixer les diferents variants de la recepta. Aquesta ruta recorre Vilafranca, Canyelles, Sant Pere de Ribes, Sitges, Vilanova i la Geltrú, Cubelles, Cunit, El Vendrell i Calafell.
Segons el consell comarcal de l'Alt Penedès, aquest plat hauria sigut més picant i coent en un passat. És un menjar per a prendre fora i en grup. Joan Amades el considera un plat estiuenc.

## Oli d'oliva i la rosta
La rosta és una tradició arrelada al Baix Penedès, que consisteix a tastar, sucat amb pa torrat, l'oli d'arbequina acabada de fer a la premsa. El costum es diu "fer la rosta". Avui en dia és típic fer una rostada popular a qualsevol punt de la comarca. Pel que fa a l'oli d'oliva, prové de l'arbre de l'arbequina, una varietat amb denominació d'origen a Siurana, Baix Camp. És essencialment igual que el pa amb oli mallorquí. Al final de la tardor se celebra a El Vendrell la Festa del Vi i de l'Oli Nou de Catalunya, que destaca una rosta acompanyada amb llonganissa, cansalada o arengada.

## Coca
La coca és un producte artesanal típic de totes les comarques, que a l'Alt Penedès adopta la forma original d'una coca foradada, anomenada la coca garlanda, que és típica de Vilafranca. També típiques d'aquesta comarca són les coques de recapte, decorades amb productes de l'horta penedesenca, carn o peix salat; i les coques de les viudes. Al Baix Penedès existeix la coca enramada, una mena de coca de recapte. Aquesta coca porta ceba, patata molt fina, pebrot roig, sal, cansalada o botifarra i pinyols a l'Arboç; Al Vendrell, però, porten espinacs, fesols, llonganissa o arengada.

## Catànies i altres dolços
Una catània és un dolç sec típic de Vilafranca del Penedès, elaborat amb ametlles torrades caramel·litzades, recobert de pasta d'ametlla, avellana i llet, i després recobert de nou amb pols de cacau i sucre refinat.
Dolços típics de l'Alt Penedès inclouen els gelidencs de Gelida, els Noiets de Sant Sadurní d'Anoia, i els carquinyolis de Sant Quintí i de Torrelles de Foix.
Dolços típics del Baix Penedès inclouen els bufats, fets amb avellanes, sucre i clara d'ou; i les orelletes d'El Vendrell, associades amb Carnestoltes i Quaresma. Aquest segon és un dolç fregit i ensucrat, a base d'una farina fina, ous, llet, llimona, sal i llevat. Cal dir que és idèntic a les orejuelas, un dolç de Castella. Segons Isabel i Luisa Goig, els bufat són un invent bastant recent mentre les orelletes venen d'antuvi. Encara un altre dolç és el garrofí. El nom fa referència a la farina de garrofa. També cal esmentar les magdalenes de la Bisbal del Penedès. Per Setmana Santa, senyores i senyors (o currutacos) a Sitges i gallaritos a Tossa de Mar.

## Altres plats típics
A l'Alt Penedès:
- Calçots[1]
- Rostit de gall.[1]
- Macarrons amb bacallà.[1]
- Escudella de congre.[1]
- Arròs caldós i arròs a la cassola amb conill o bacallà.[1]
- Salsa de Vilafranca: all, pebre dolç, bitxo (opcional), oli d'oliva, vinagre i sal.
- Botifarra fresca[2] i Botifarra amb mongetes.[1]

Al Baix Penedès:
- Escudella[2]
- Espineta de tonyina: a base de salaó d'espina de tonyina, patates i all.[2]
- Fideuat mariner: a base d'un brou de peix de roca i fideus saltats amb allioli.[2]
- Fideuat mariner[2]
- Bull de tonyina
- Arrossejat a Calafell.
- Mona de pasqua, però tradicionalment sense xocolata i sense el sentit modern de regal del padrí.[2]

Al Garraf:
- Arròs a la sitgetana: porta costella de porc, sípies, gambes, escamarlans, cloïsses i salsitxes. Se li afegeix un got de malvasia.
- Bull de tonyina de Vilanova i la Geltrú
- Malvasia de Sitges

## Begudes típiques
- La zona vinícola del Penedès és una de les més grans productors de vi a Catalunya sota la Denominació d'Origen Penedès. Els vins del Penedès són caves, blancs, rosats o negres.[1] Una de les empreses més relacionades amb el vi penedesenc és Bodegas Torres, amb seu a Vilafranca. Pel que fa a cava, destaca Castellblanch, amb seu a Sant Sadurní.
- Resolí, un licor italià amb anís i canyella elaborat al Vendrell.[2]
- Malvasia de Sitges, vi dolç

## Ingredients bàsics
- Hortalissa: calçot - a l'Alt Penedès rep el nom de ceballot,[1] espigalls.
- Raïm
- Peix: tonyina, bacallà
- Carn: xai, tradicionalment de raça moltó tarragoní.[1]
- Aviram: gall i gallina de raça penedesenca i l'ànec mut del Penedès.[1]
- Caça: senglar i llebre, del Montmell;[2] conill[1]

## Fires gastronòmiques
- A Sant Sadurní d'Anoia celebren la Setmana del Cava a la segona setmana d'octubre.
- El ViJazz de Vilafranca del Penedès és una fira de vins, caves i productes autòctons del Penedès barrejat amb música jazz, que se celebra al juliol.
- A final d'estiu se celebra una festa gastronòmica a Coma-ruga amb degustació del Fideuat mariner.[2]
- A final de setembre es fa a Sitges el Menjar de Tast (25a. edició el 2010)
- Al final de la tardor se celebra a El Vendrell la Festa del Vi i de l'Oli Nou de Catalunya.[2]